# Labrüsz

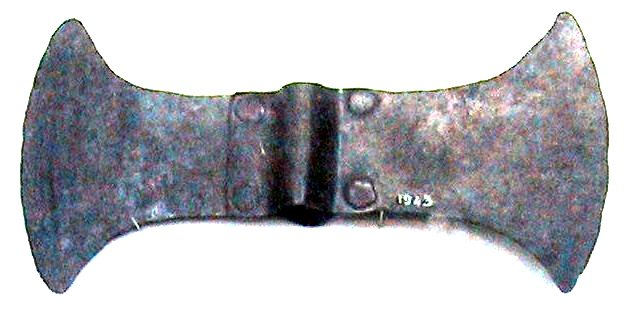
Bronzfejsze a krétai Messzara lelőhelyéről

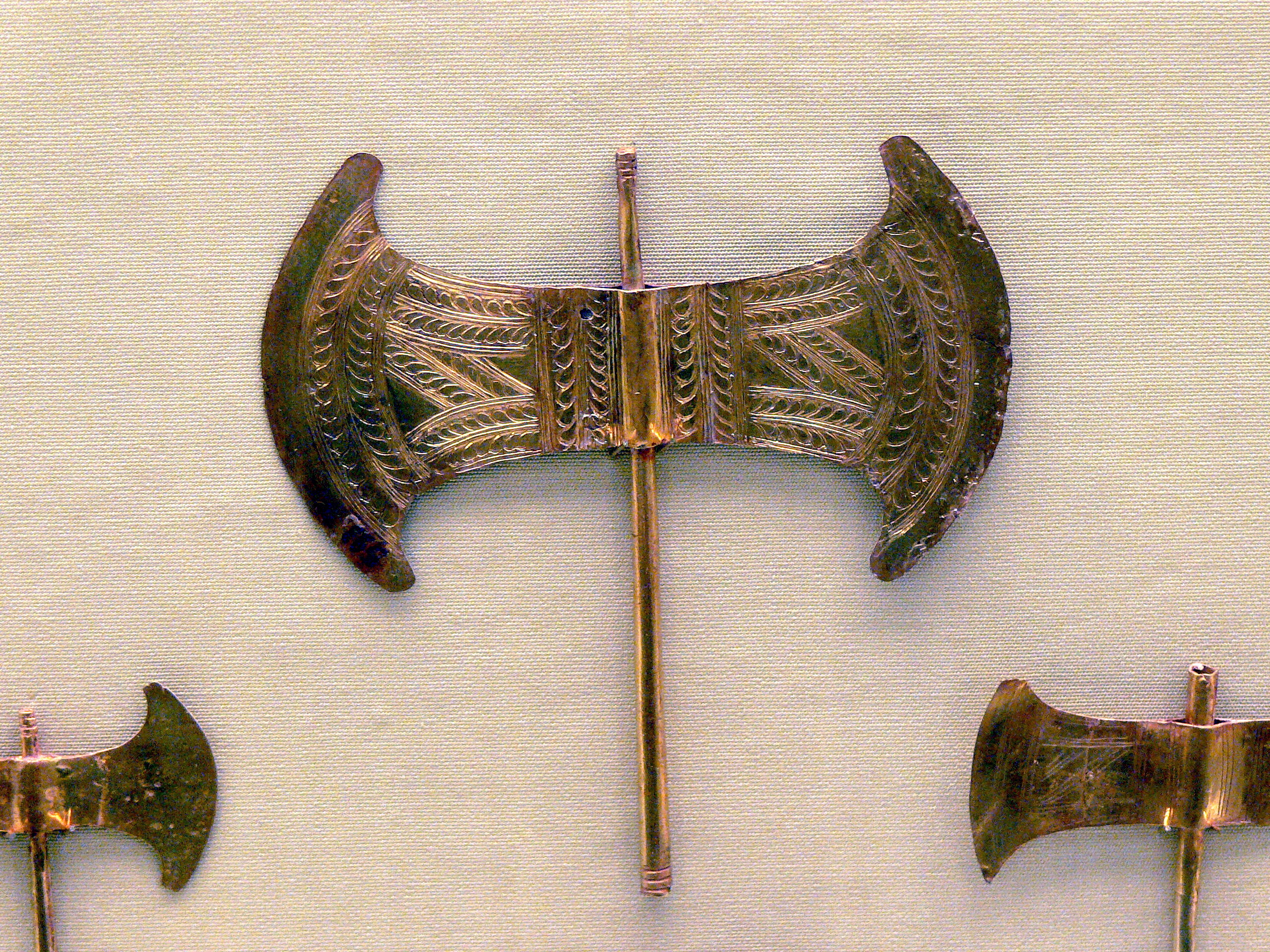
Aranyozott labrüsz díszes ornamensekkel

A labrüsz (ógörögül: λάβρυς, néha labrys) szűk értelmezésben a minószi civilizáció jellegzetes kétfejű, kétélű, szimmetrikus fejszéjét jelenti. Ez az eszköz eredendően használati tárgy volt, amit a vaskos formájú, használatra is alkalmas darabok mutatnak. A minószi korban azonban már ősi hatalmi jelképnek is számított. Ez valószínűleg a harci bárdként való alkalmazásából adódott még a hettitáknál. A hettitáktól a minósziakon keresztül a klasszikus görög kultúrában, a görög peremvidékeken (trákok) is elterjedve a Bizánci Birodalom bukásáig élő jelkép maradt.
A görögök péleküsz (ógörögül: πέλεκυς), a rómaiak bipennis néven ismerték.

## A név
A labrüsz szó etimológiáját 1901-ben Sir Arthur Evans a Journal of Hellenic Studies XXI. 108. oldalán a lüdiai vagy káriai Labranda (ógörögül: Λάβρανδα) településben kereste. Érdekes módon Plutarkhosz a Görög kérdések 45 2.302a. sorában a lüdiai eredetű labrüsz szóval magyarázta Zeusz Labrandeosz eredetét. Ma már úgy tűnik, hogy nemcsak a tárgy maga, de a szó eredete is régebbi, mint a lüdök, főleg Kandaulész és Gügész kora. A viszony inkább fordított lehet, a szent hely kaphatta a nevét a labrüszről.
A szótő feltűnik meg egy, tipikusan Minószhoz kapcsolódó görög szóban, a labirintusban, amelynek eredeti alakja labürinthosz (ógörögül: λαβύρινθος).

## Minósz
A labrüsz minden feltűnését számításba véve legjelentősebb szerepet a minószi kultúrában játszotta. Krétán a labrüsz szinte minden elképzelhető variációja előfordul: használati-, kultikus és dísztárgyak sokasága, festmények és domborművek ábrázolásai kerültek elő. Knósszoszban az embernagyságtól nagyobb és a néhány centiméteres méretűek is megvoltak. A nagyméretűeket valószínűleg bikaáldozatokhoz használták. Krétán a labrüsz anatóliai, föníciai és mezopotámiai előfordulásaitól eltérően istennő jelképe volt a bárd. (Neve ismeretlen.)
A viharistenek, bikakultuszok és a labrüsz hármas szimbólumegysége a protohattiktól kezdve, hurrikon át, majd visszaszármazva a hettitákra, minószon és a görögöknél (Zeusz, a mennydörgés és a villám istene, bikakalandjait ismerjük) is sorban megjelenik. A labrüsz szimbolikája vitatott, több különböző elképzelés van. Marija Gimbutas az anyaistennő jelképét látja benne, Robert Graves viszont a fogyó és növekvő Holdat.

## Újkor
Az újkorban a görög fasiszták használták jelképül 1936-41 között, Joánisz Metaxász rendszerében. A fasizmus szó maga a latin fasces szóból származik, amelyet – némiképp hibásan – „balta”-ként fordítanak.
A labrüszt használja a hellén újpogányság vallási szektája is jelképnek, valamint leszbikus és feminista mozgalmak is.

## Külső hivatkozások
- Pagan Protection Center list of symbols, includes an article on Labrys.
- Metaxas Project: Inside Fascist Greece
- Labrys Hellenic polytheistic religious community (in Greek)